# Silvio Giuseppe Mercati
Silvio Giuseppe Mercati, pseudonimo di Giuseppe Mercati (Reggio nell'Emilia, 16 settembre 1877 – Roma, 16 ottobre 1963), è stato un filologo classico e bizantinista italiano.

## Biografia
Giuseppe Mercati nacque a Villa Gaida in una famiglia della borghesia colta e di forte impronta cattolica. Suo padre Domenico, veterinario, ospitò nella propria abitazione gran parte della biblioteca di un convento chiuso nel 1859. Due suoi fratelli maggiori, Giovanni (nato nel 1866) e Angelo (nato nel 1870), divennero entrambi ecclesiastici ed eruditi.

### Formazione
Dopo la maturità classica, conseguita al liceo "Lazzaro Spallanzani" di Reggio Emilia nel 1896, si iscrisse al corso di lettere dell'Accademia scientifico-letteraria di Milano, dove seguì i corsi di paleografia di Antonio Maria Ceriani. Lasciò quindi Milano, città nella quale risiedeva anche il fratello Giovanni, "dottore" della Biblioteca Ambrosiana dal 1893, e nel 1897-1898 studiò all'università di Napoli, sospendendo l'iscrizione nell'anno accademico successivo. Riprese gli studi nelle università di Roma (1899-1900) e di Bologna (dal 1900-1901 al 1904-1905), dove si laureò nel 1905 con Vittorio Puntoni discutendo la tesi «Studi sulle versioni greche di Efrem Siro. Contributi alla critica del testo ed alla storia della metrica bizantina antica». Nel frattempo, fu insegnante di lettere nel ginnasio inferiore del Seminario di Marola; dopo aver insegnato lettere classiche nel liceo di Montecassino dal 1905 al 1906, nel triennio 1907-09 si recò in Germania grazie a una borsa di studio della «Fondazione Villari», per perfezionarsi nella filologia classica e medievale nelle università di Gottinga (dove seguì Wilhelm Meyer) e Monaco (dove seguì Karl Krumbacher).

### Attività accademica
Dopo la laurea, Giuseppe Mercati proseguì le sue ricerche su Efrem Siro, esaminando manoscritti in varie biblioteche italiane ed europee e pubblicando lavori su riviste specializzate. Per evitare confusioni col fratello Giovanni, il quale aveva già pubblicato lavori su riviste quali Byzantinische Zeitschrift e Journal of theological studies, nel 1908 Giuseppe aggiunse al nome di battesimo "Giuseppe" il nome "Silvio", firmandosi "Silvio Giuseppe Mercati". Nel 1915, in occasione della pubblicazione del primo volume sulle versioni greche di Efrem, invertì i due nomi assumendo in pubblico la denominazione "Silvio Giuseppe Mercati" che avrebbe mantenuto per il resto della vita.
Conseguita la libera docenza a Roma, fu professore straordinario di lingua e letteratura greca nell'Università di Catania nell'anno accademico 1924-25; nel 1925 fu professore di ruolo di Filologia e storia bizantina all'Università di Roma, dove insegnò fino 1949, svolgendo anche gli insegnamenti di Paleografia greca e Papirologia. In questo periodo Scrisse numerosi lavori brevi e portò alla luce, fra l'altro, testi di Cecaumeno (1925), di Teofilatto arcivescovo di Ocrida (1925), di Matteo di Mira (1925, 1927), di Metrofane metropolita di Smirne, di Anastasio protospatario, di Leone il Patrizio (1929), di Michele Coniata (1935), di Leone VI il Saggio (1936), di Niceforo Urano (1950) e di Niceforo Crisoberge (1951). Compì inoltre numerosi viaggi scientifici all'estero (Rodi, Patmo, monte Athos); diresse la collana «Studi bizantini e neoellenici» dal terzo fino al decimo volume, organizzò il quinto Congresso internazionale di studi bizantini (a Roma nel 1936) e formò numerosi allievi, tra i quali Vittorio De Marco, Aristide Colonna, Antonio Traglia, Ciro Giannelli (allievo in realtà di Nicola Festa e successore di Mercati sulla cattedra romana) ed Enrica Follieri, che successe a Giannelli.

## Principali pubblicazioni
- Di un carme anacreontico spurio e mutilo di Gregorio Nazianzeno, in Byzantinische Zeitschrift, n. 17, 1908,  pp. 389-396.
- [in collaborazione con P. Maas e S. Gassisi] Gleichzeilige Hymnen in der byzantinischen Liturgie, in Byzantinische Zeitschrift, n. 18, 1909,  pp. 309-356.
- S. Ephraem Syri opera, textum Syriacum, Graecum, Latinum ad fidem codicum recensuit prolegominis, notis, indicibus instruxit Sylvius Joseph Mercati, Romae, Sumptibus Pontificii instituti Biblici, 1915.
- Intorno a "Michael Grammatichos o Hieromonachos", in Bessarione. Rivista di studi orientali, n. 33, 1917,  pp. 199-207, 348-363.
- Iacobi Bulgariae Archiepiscopi opuscula, in Bessarione. Rivista di studi orientali, n. 33, 1917,  pp. 73-89, 208-227.
- Sulle poesie di Niceforo Gregora, in Bessarione. Rivista di studi orientali, n. 34, 1918,  pp. 90-98.
- Sull'Epigramma acrostico premesso alla versione greca di S. Zaccaria papa del "Liber Dialogorum" di S. Gregorio Magno, in Bessarione. Rivista di studi orientali, n. 35, 1919,  pp. 67-75.
- Note d'epigrafia bizantina, in Bessarione. Rivista di studi orientali, n. 36, 1920, pp. 192-205; n. 37, 1921, pp. 136-162; n. 39, 1923, pp. 66-76.
- Animadversiones in Roberti Valentini dissertationem de septem sermonum Ephrem versione quadam antiqua, in Bessarione. Rivista di studi orientali, n. 36, 1920,  pp. 177-191.
- Lettera inedita di Giovanni Argiropulo ad Andreolo Giustiniani, in Mélanges d'Archéologie et d'Histoire de l'Ecole française de Rome, n. 39, 1921-22,  pp. 153-164.
- Laudo cantato dal clero greco di Candia per il Pontefice Urbano VIII e l'Arcivescovo Luca Stella, in Bessarione. Rivista di studi orientali, n. 38, 1922,  pp. 9-21.
- Il trattato contro i Giudei di Taddeo Pelusiota è una falsificazione di Costantino Paleocappa, in Bessarione. Rivista di studi orientali, n. 39, 1923,  pp. 8-14.
- Poesie di Teofilatto di Bulgaria, in Studi bizantini, n. 1, 1925,  pp. 173-194.
- Inno anacreontico alla SS. Trinità di Metrofane arcivescovo di Smirne, in Byzantinische Zeitschrift, n. 30, 1929-30,  pp. 54-60.
- Sulla vita e sulle opere di Giacomo di Bulgaria, in Actes du IV Congrès international des etudes byzantines, Teilband 1, Sofija, 1935,  pp. 165-176.
- Sul Tipicon del Monastero di S. Bartolomeo di Tragona, in Archivio storico per la Calabria e la Lucania, n. 8, 1938,  pp. 197-223.
- Sulle reliquie del monastero di Santa Maria del Pàtire presso Rossano, in Archivio storico per la Calabria e la Lucania, n. 9, 1939,  pp. 1-14.
- Prove di scritture nel Codice Vaticano greco di Pio II, Nr. 47, in Archivio storico per la Calabria e la Lucania, n. 11, 1941,  pp. 65-72.
- Di Giovanni Simeonachis protopapa di Candia, in Miscellanea Giovanni Mercati, III, Città del Vaticano, 1946,  pp. 312-341.
- Sull'epitafio di Atanasio Masgidas nel monastero del Prodromo presso Serres, in Orientalia christiana periodica, n. 13, 1947,  pp. 239-244.
- Escerto greco della regola di S. Benedetto in un codice del Monte Athos, in Benedictina, n. 1, 1947,  pp. 191-196.
- Deux poésies dialogiques sur les fables d’Héro et Leandre et d’ApoIlon et Daphné (du Codex Ambrosien grec 277), in Byzantinoslavica, n. 9/1, 1947-48,  pp. 3-8.
- Un testament inédit en faveur de Saint-Georges des Manganes, in Revue des études byzantines, n. 6/1, 1948,  pp. 36-47.
- Ufficio di Giovanni Mauropode Euchaita composto dal nipote Teodoro, in Mémorial Louis Petit: mélanges d'histoire et d'archéologie byzantines, Bucurest, Institut Français d'Études Byzantines, 1948,  pp. 347-360.
- Giovanni Tzetzes e Michele Haplucheir, in Byzantion, n. 18, 1948,  pp. 197-206.
- È stato trovato il testo greco della Sibilla Tiburtina, in Παγκάρπεια: mélanges Henri Grégoire, vol. 1, Bruxelles, Annuaire de l'Institut de Philologie et d'Histoire Orientales et Slaves, 1949,  pp. 473-481.
- Versi di Niceforo Uranos in morte di Simeone Metafraste, in Analecta Bollandiana, n. 68, 1950,  pp. 126-135.
- Giambi di Giovanni Tzetze contro una donna schedografa, in Byzantinische Zeitschrift, n. 44, 1951,  pp. 416-418.
- Di una stauroteca-reliquiario descritta nel codice Vaticano Greco 644, in Rendiconti della Pontificia Accademia Romana di Archeologia, n. 27, 1952-1954,  pp. 77-84.
- Epigramma in esametri di Dionisio Studita in lode di san Teodoro e di Anatolio Studiti, in Revue des études byzantines, n. 11, 1953,  pp. 224-232.
- Osservazioni intorno ai poeti italobizantini del secolo XIII di M. Gigante, in Byzantinische Zeitschrift, n. 47, 1954,  pp. 41-48.
- Ritrattamento di un trimetro giambico non prodisoco nel Codice Vaticano Barberino Greco 552, in Byzantinische Zeitschrift, n. 48, 1955,  pp. 289-290.
- Confessione di fede di Michele categumeno del Monastero fondato da Michele Attaliate, in Orientalia christiana periodica, n. 21, 1955,  pp. 265-273.
- Nota sul Codex Hauniensis 1343, in Classica et mediaevalia, n. 17, 1956,  pp. 109-118.
- Sulla Santissima Icone nel duomo di Spoleto, in Spoletium, vol. 5, n. 3, 1956,  pp. 3-6.
- Intorno al titolo dei lessici di Suida-Suda e di Papia, in Byzantion, n. 25-27, 1957,  pp. 173-193.
- Sulla Madonna Skopiotissa, in Revue des études byzantines, n. 16, 1958,  pp. 244-249.
- Sul luogo e sulla data della composizione delle "Derivationes" di Uguccione da Pisa, in Aevum, n. 33, 1959,  pp. 490-494.
- Su una poesia giambica nel codice 605 del Monastero di Dionisio nel Monte Athos, in Byzantinische Zeitschrift, n. 52, 1959,  pp. 11-12.
- Intorno ai versi sugli ottoechi e sui quattro Evangelisti contenuti nel codice del Monte Athos 4279 (Iviron 159) del secolo XV, in Byzantion, n. 29-30, 1960,  pp. 175-186.
- Ramenta iambica, in Revue des études byzantines, n. 19, 1961,  pp. 438-440.
- Nota a due passi del canone di Sant' Andrea di Creta per San Giorgio, in Byzantion, n. 32, 1962,  pp. 311-312.
- Noterella sulla tradizione manoscritta dei "Mirabilia urbis Athenarum", in Mélanges Eugène Tisserant, collana Studi e testi, III, 1964,  pp. 77-84.
- Collectanea byzantina, con introduzione e a cura di Augusta Acconcia Longo; prefazione di Giuseppe Schirò, 2 voll., Bari, Dedalo libri, 1970.
- [in collaborazione con C. Giannelli e A. Guillou] Saint-Jean-Théristès: 1054-1264, collana Corpus des actes grecs d'Italie du Sud et de Sicile 5, Città del Vaticano, Biblioteca Apostolica Vaticana, 1980.